# Nya Sverige
Nya Sverige (engelska: New Sweden [nu ˈswi.dən]; latin: Nova Svecia) var en svensk koloni som grundades 1638. Kolonin låg vid Nordamerikas östkust i de nuvarande amerikanska delstaterna Delaware, Pennsylvania, New Jersey och Maryland. 
Nya Sverige inköptes 1638 av Nya Sverigekompaniet som ett led i den svenska koloniseringen av Amerika och kolonin grundades endast arton år efter det att engelska kolonisatörer utvandrat till Nordamerika med det nederländskbyggda fartyget Mayflower. Området var i svensk ägo under sjutton år mellan 1638 och 1655 och kolonin blev den första fasta europeiska bosättningen i området. Efter att besittningen år 1655 erövrats av Nederländerna valde de flesta av de svenska och finska kolonisatörerna att stanna kvar i området och trots att kolonin aldrig växte sig särskilt stor lever minnet av den kvar än idag.
Nya Sverige sträckte sig längs Delawareviken och Delawarefloden från Cape Henlopen ("Inloppsudden") till vattenfallen vid Trenton i nuvarande staten New Jersey, runt trettio svenska mil i nord-sydlig riktning. Västerut sträckte sig området cirka tolv svenska mil och nådde till trakten av floderna Susquehannas och Conewagos sammanflöde, mitt emellan nuvarande Harrisburg och Yorkhaven.

## Bakgrund

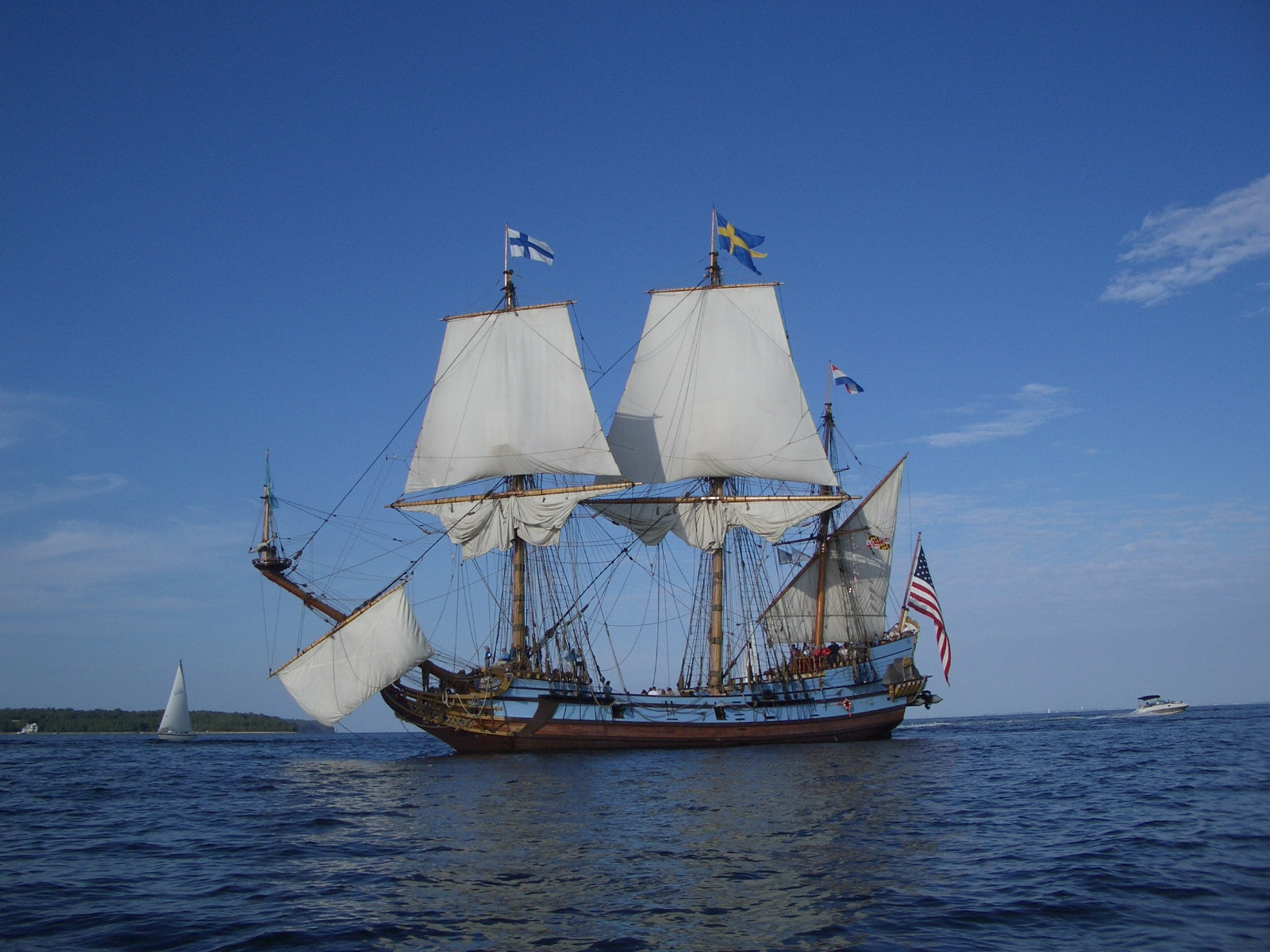
Replik av Kalmar Nyckel.

Tanken om en svensk koloni i Nordamerika uppkom redan under kung Gustav II Adolfs regeringstid. Kungen hade kommit i kontakt med nederländske Willem Usselinx, och den 21 december 1624 fick Usselinx uppdraget att bilda ett handelskompani. Den 14 juni 1626 grundades genom ett privilegiebrev (oktroj) Svea rikes general-handels-kompani, anfört till Asiam, Africam och Magellaniam, även känt som Söderkompaniet, med ensamrätt på handel i dessa områden. Efter kungens avresa till kriget i Tyskland kom dock företaget att avstanna.
År 1635 kom rikskansler Axel Oxenstierna under ett besök i Amsterdam genom Peter Spiring, som sedan länge varit i svensk tjänst, i kontakt med de nederländska köpmännen Samuel Blommaert och Peter Minuit. Minuit hade tidigare arbetat för Nederländska Västindiska Kompaniet och varit guvernör över kolonin Nya Nederländerna. Han kände därför till att området kring Delawarefloden var glest koloniserat och tanken på en koloni väcktes igen. Efter riksmötet 1636 återupptogs företaget och år 1637 ombildades Söderkompaniet till Nya Sverige-kompaniet (Nova-Sueciakompaniet) med uppdrag att inrätta en svensk-nederländsk handelspost i Nordamerika. Kompaniets fem svenska delägare blev bröderna Axel och Gabriel Oxenstierna, deras kusin Gabriel Bengtsson Oxenstierna, Clas Larsson Fleming och Peter Spiring. Vidare fanns Blommaert och ytterligare fem nederländska delägare. Kompaniets kapital var till hälften svenskt och till hälften nederländskt.
Expeditionen till Nordamerika förbereddes i största hemlighet av rädsla för Nederländska Västindiska Kompaniet som då dominerade området. Halva manskapet bestod av svenskar och övriga var nederländare, befälen var huvudsakligen nederländare då dessa hade större erfarenhet av transatlantiska färder.
I slutet av november 1637 lämnade fartygen Kalmar Nyckel och Fågel Grip med 24 man (23 militärer och 1 bokhållare) under ledning av Minuit hamnen i Göteborg. Kapten på Fågel Grip var Adrian Jöransen och Jan Hindricksen van der Water på Kalmar Nyckel; den svenska gruppen leddes av löjtnant Måns Nilsson Kling.

## Kolonins grundande

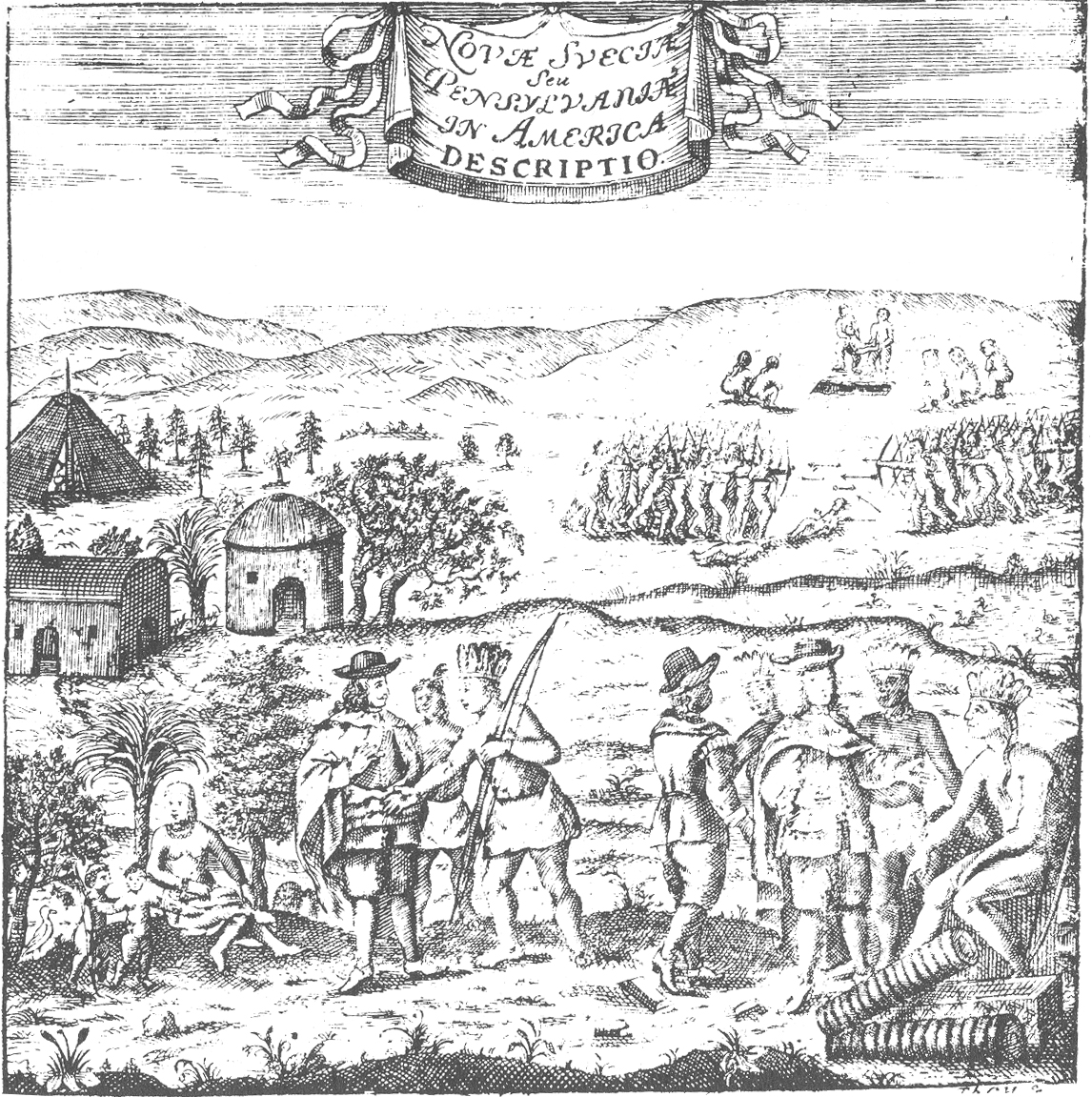
Ett möte mellan svenskar och lokalbefolkningen. I bakgrunden kan man se ett krig mellan två indianstammar

Den 23 mars 1638 anlände expeditionen till Delawareviken. Man fortsatte uppför Delawarefloden och därefter in på en biflod vid den västra stranden och landsteg på en udde vid sammanflödet av Christinekil (Minquas Kill, dagens Christina River) och Brännvinskilen (Wauwaset Kill, dagens Brandywine Creek), udden namngavs Paradisudden. Området beboddes då av Lenapefolket (eller Lenni Lenape, ett algonkinfolk) och den 29 mars slöt Minuit ett avtal om markköp med fem hövdingar av Lenapefolket. Avtalet omfattade marken på flodens västra strand från Bombay Hook vid Delawareflodens mynning i söder till Schuylkillflodens mynning i norr dock utan någon fastlagd gräns inåt landet. Avtalet skrevs under den 8 april på Kalmar Nyckel, köpeskillingen bestod av handelsvaror.
Den första bosättningen som uppfördes blev Fort Christina i dagens Wilmington. Fortet namngavs efter dåvarande drottning Kristina och stod klar hösten 1638. Timmerhusen uppfördes med svensk knuttimringsteknik, ett för Nordamerika helt nytt byggnadssätt.
Relationerna med lokalbefolkningen var goda från första stund och man bedrev handel med basvaror med Lenapefolket och med pälsvaror med  Susquehannockfolket (även Minquas; ett irokesfolk). Svenskarna hade mycket gemensamt med lokalbefolkningen, båda hade vana att umgås med andra folkslag och att leva i skogen. Spänningar uppstod dock med de andra europeiska nybyggarna. Nederländarna vars koloni Nya Nederländerna grundad år 1614 låg kring Hudsonfloden lite norr om Nya Sverige hade redan bosättningen Fort Nassau på flodens östra strand nordöst om Fort Christina. Nederländarna protesterade, men då Nederländerna och Sverige var i allians under det pågående Trettioåriga kriget undvek man till en början öppna konflikter även om guvernören Willem Kieft formellt klagade hos Minuit. Engelsmännens koloni Colony of Virginia (nuvarande Virginia) grundad 1607 låg sydväst om Nya Sverige. Båda nationerna gjorde anspråk på markområdet trots att området i stort saknade europeisk befolkning.

## Geografi

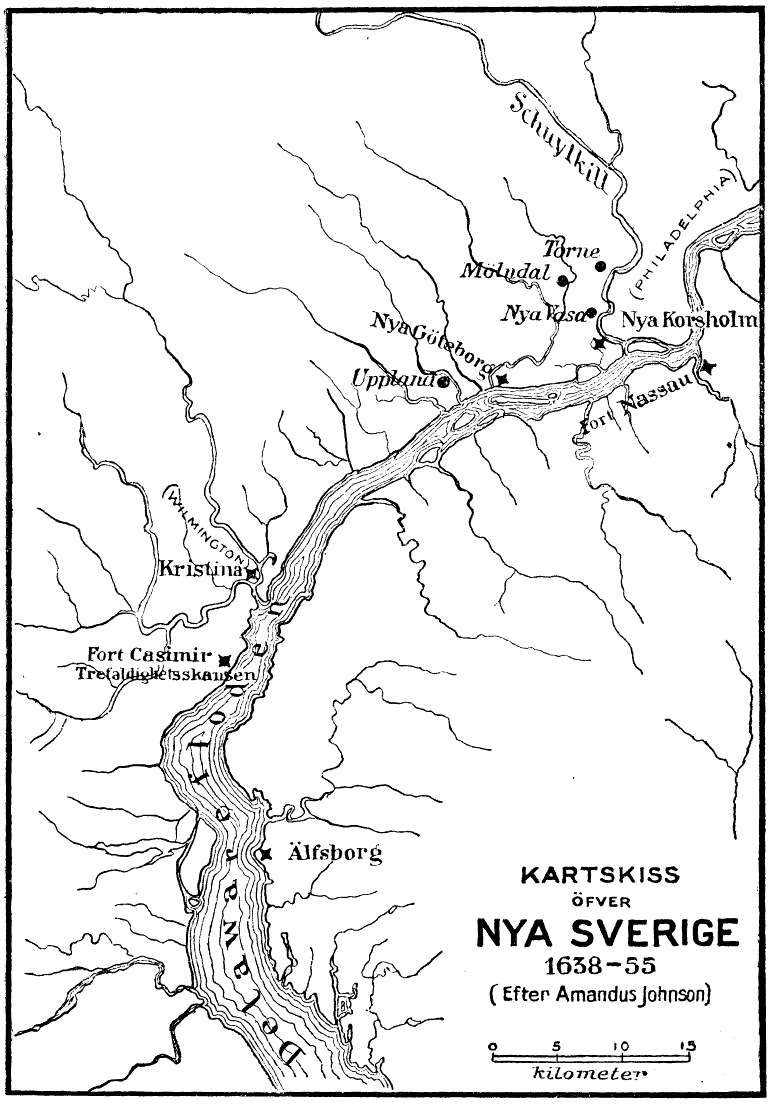
Kartskiss över Nya Sverige.

Kolonin låg på båda sidor av Delawareflodens nedre del, främst i dagens Delaware men omfattade även delar av södra Pennsylvania och västra New Jersey samt västerut inåt landet delar av Maryland. De befästa forten utgjorde grundstommen i kolonin, efterhand byggdes bosättningar även utanför forten och senare även på andra platser.

### Fort
- Fort Christina (Fort Kristina), byggd 1638, dagens Wilmington
- Fort Nya Elfsborg (Nya Älvsborg), byggd 1643, dagens Salem
- Fort Nya Göteborg (Nya Gotheborg, Tenakung), byggd 1643, dagens Essington
- Fort Nya Korsholm (Manäyungh), byggd 1647, i dagens Southwest Philadelphia
- Fort Trefaldighet (Trefaldighetsskansen), erövrad 1651, dagens New Castle

### Bosättningar
- 1641: Finland (Chamassungh), dagens Marcus Hook, Delaware County, Pennsylvania; Upland (Mecoponacka), dagens Chester
- 1642: Sveaborg, dagens Swedesboro; Nya Stockholm, dagens Bridgeport
- 1643: Minquas, i dagens Southwest Philadelphia; Provins (Manaiping), i dagens Philadelphia; Printztorp (Printzhof), dagens Essington; Tequirassy, dagens Eddystone, Delaware County, Pennsylvania; Tinicum, dagens Tinicum, Delaware County, Pennsylvania
- 1644: Nya Vasa, i dagens stadsdel Kingsessing i West Philadelphia
- 1645: Mölndal, dagens Yeadon, Delaware County, Pennsylvania
- 1647: Torne (Aronameck), i dagens stadsdel Kingsessing i West Philadelphia
- 1648: Beeversrede, i dagens Philadelphia
- 1654: Ammansland, dagens Darby, Delaware County, Pennsylvania; Sidoland, Strandviken, Timber Island och Översidolandet i dagens Wilmington

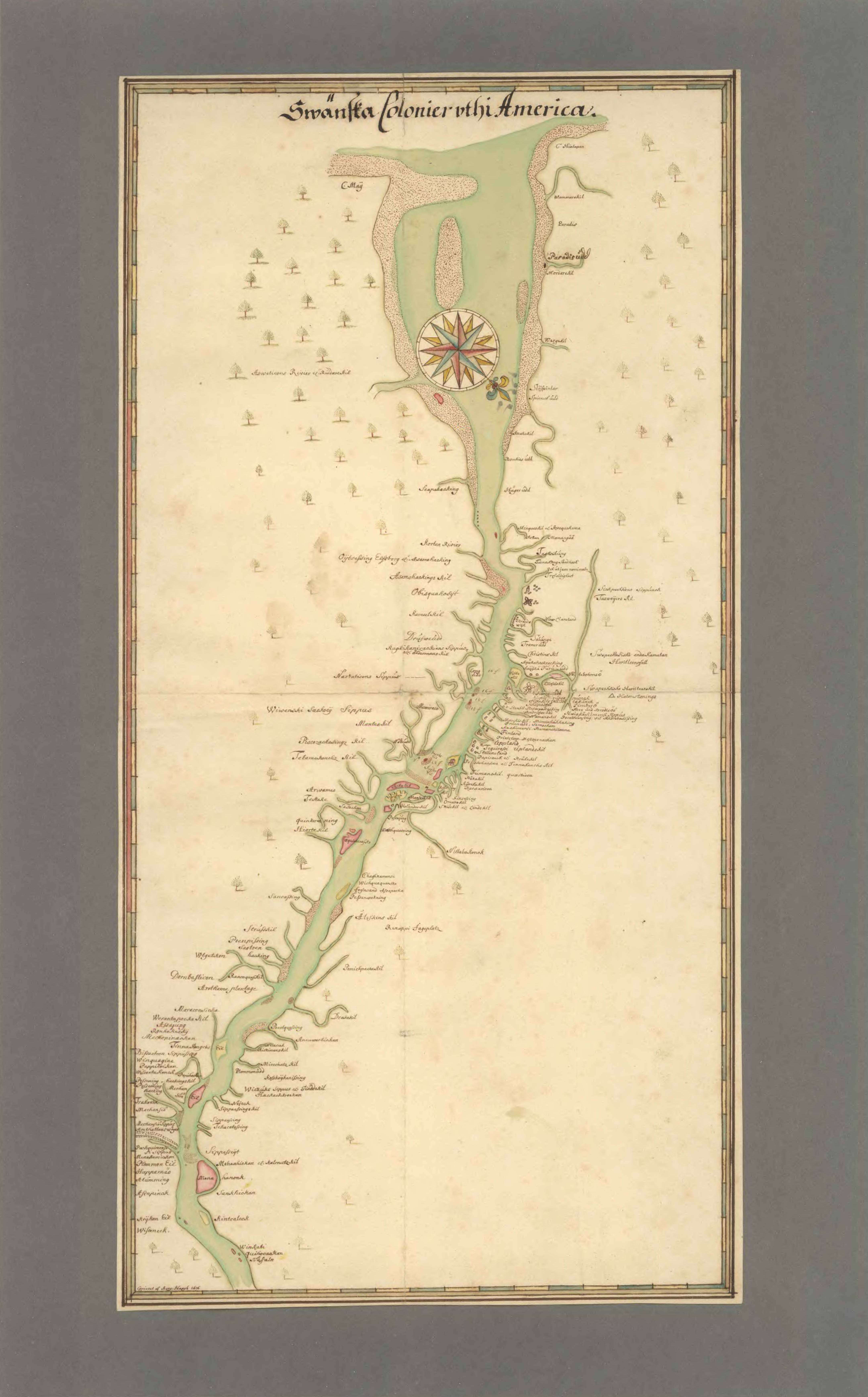
Kopia av 1600-talskarta över Nya Sverige utförd av Berg Haagh 1696. Originalet ska ha hängt på väggen i rådssalen på Stockholms slott och tros ha förstörts i slottsbranden 1697.

Kolonins område sträckte sig som mest cirka elva mil från nordost (nära dagens Trenton) till sydväst (nära dagens Chesapeake Bay) och cirka tjugo mil från öst (nära dagens Atlantic City) till väst (nära dagens Harrisburg).

## Guvernörer

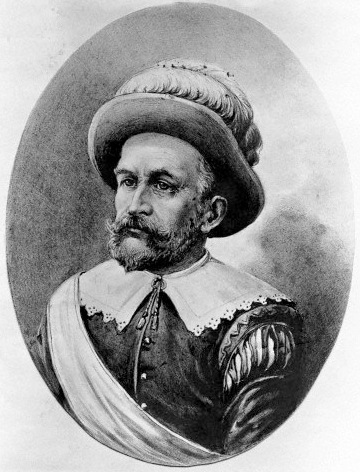
Peter Minuit, förste guvernören. 1800-talsavbildning av hur man då tänkte sig att han kunde ha sett ut.

Styresmännen för kolonin utnämndes direkt av den svenske monarken, med utnämningen följde även skriftliga instruktioner. Nya Sverige förvaltades sammanlagt av sex guvernörer:
- Peter Minuit, 29 mars 1638 – 15 juni 1638 (officiellt till 30 januari 1640)
- Måns Nilsson Kling, 15 juni 1638 – 17 april 1640 (ställföreträdare för Minuit)
- Peter Hollander Ridder, 17 april 1640 – 15 februari 1643
- Johan Björnsson Printz, 15 februari 1643 – 31 oktober 1653
- Johan Pappegoya, 1 november 1653 – 27 maj 1654 (ställföreträdare för Printz)
- Johan Classon Rising, 27 maj 1654 – 25 september 1655

## Historia

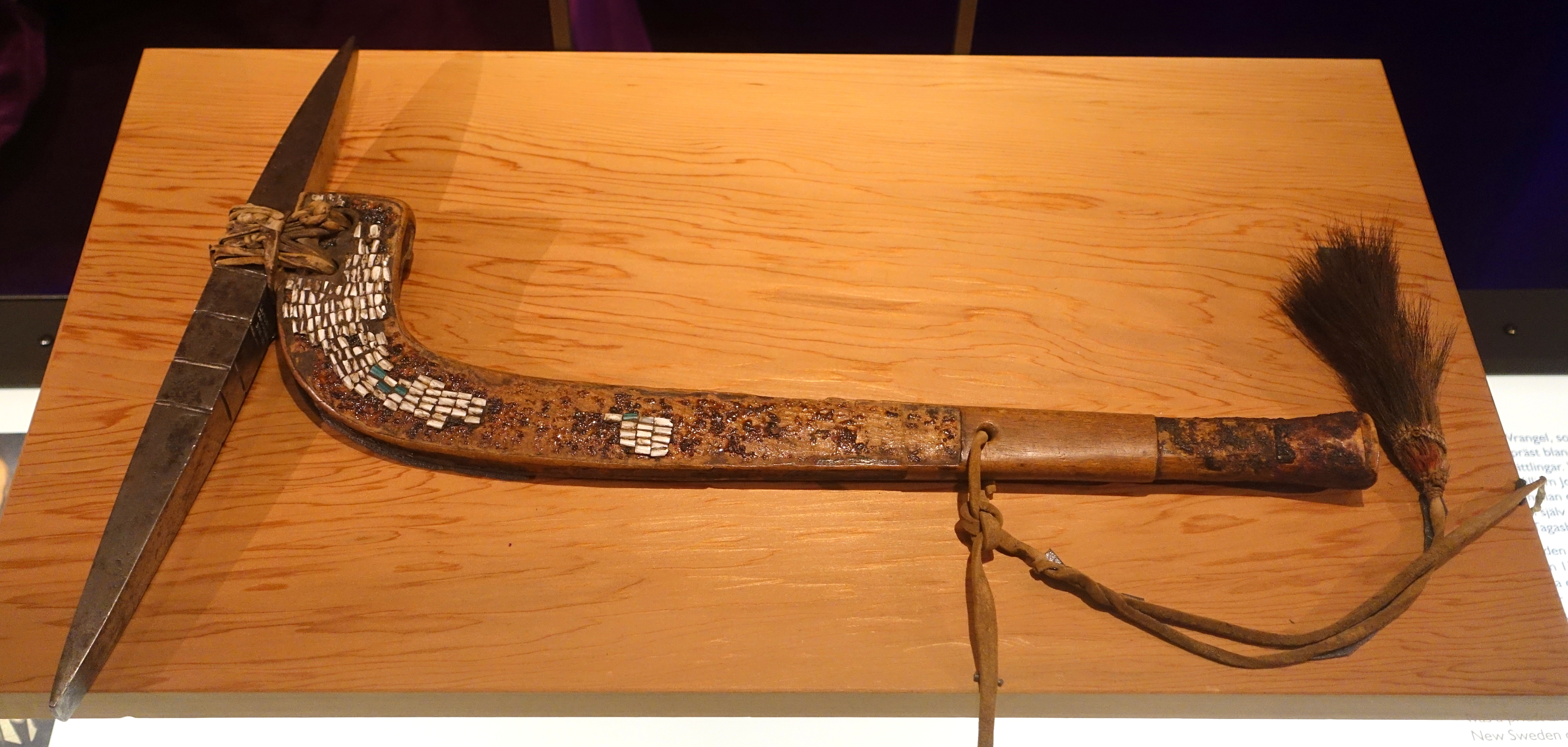
Denna tomahawk-hacka från 1600-talet har tillskrivits Nya Sverige och Susquehannocker eller Lenape. Den finns på Etnografiska museet, Stockholm och är en deposition från Livrustkammaren. 1889.04.4179

Kolonisatörerna kom från hela det svenska riket men till en början försökte den svenska regeringen begränsa utvandringen till kolonin. Dåtidens Sverige var folkfattigt och man uppmuntrade invandring före utvandring. De första emigranterna var brottslingar som fått välja mellan ett straff i Sverige eller att bo minst fem år i Amerika. Senare kom även frivilliga emigranter främst från västra Sverige, Dalarna, Jämtland, Värmland och Ångermanland. En stor grupp bland kolonisatörerna var svedjefinnar och finnar som tvingats fly till Värmland undan krig i gränstrakterna mot Ryssland, men även brottslingar och desertörer. Den svenska regeringen ville samtidigt minska den finska andelen av befolkningen och den 8 februari 1641 beordrade regeringen länshövdingarna i Värmland, Närke och Dalarna att gripa hemlösa skogsfinnar och föra dessa till Göteborg inför utresan till Nya Sverige. Denna expedition avgick från hamnen i Göteborg i juli 1641 på fartygen Kalmar Nyckel och Charitas.
Sverige skickade sammanlagd tolv expeditioner till kolonin. De flesta av fartygen tillhörde Nya Sverigekompaniet förutom fartygen Kattan och Örnen vilka tillhörde den svenska flottan. Samtliga fartyg avlöpte från Göteborg varifrån man färdades genom Nordsjön via Engelska kanalen till Kanarieöarna. Därefter korsades Atlanten i sydvästlig riktning till Antigua i Västindien och sedan i nordvästlig riktning mot Delawarekusten. Hemresorna gick vanligen i östlig riktning över Atlanten till Azorerna och vidare till Portugal och därefter norrut genom Engelska kanalen och Nordsjön tillbaka till Göteborg.
Expeditionerna:
- 1.a: Kalmar Nyckel, utresa november 1637, ankomst mars 1638, hemresa juli 1638, Fågel Grip, utresa november 1637, ankomst mars 1638, hemresa april 1639
- 2.a: Kalmar Nyckel, utresa september 1639, ankomst april 1640, hemresa maj 1640
- 3.e: Freedenburg, utresa augusti 1640, ankomst november 1640, hemresa december 1640
- 4.e: Kalmar Nyckel och Charitas, utresa juli 1641, ankomst november 1641, hemresa november 1641
- 5.e: Fama och Svanen, utresa november 1642, ankomst februari 1643, hemresa april 1643
- 6.e: Fama, utresa december 1643, ankomst mars 1644, hemresa juli 1644
- 7.e: Gyllene Hajen, utresa maj 1646, ankomst oktober 1646, hemresa mars 1647
- 8.e: Svanen, utresa september 1647, ankomst januari 1648, hemresa maj 1648
- 9.e: Kattan, utresa juli 1649, förliste i augusti 1649 vid Puerto Rico i Karibiska havet
- 10.e: Örnen, utresa februari 1654, ankomst maj 1654, hemresa juli 1654
- 11.e: Gyllene Hajen, utresa april 1654, kapades i september 1654 på Hudsonfloden
- 12.e: Mercurius, utresa november 1655, ankomst mars 1656, hemresa mars 1656

### 1638–1642

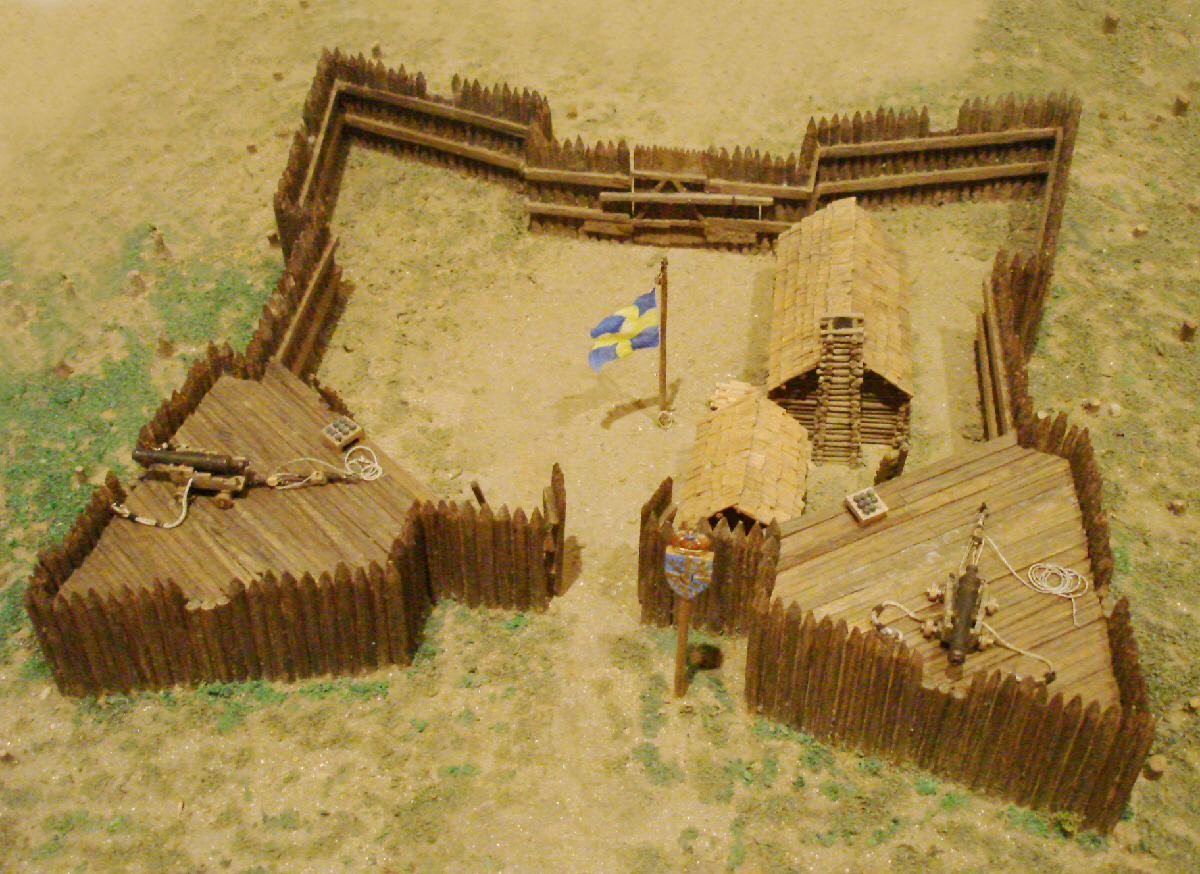
Modell av Fort Christina.

Denna period kännetecknas främst av kolonins etablering och stabilisering. Kolonins befolkning var liten och förhållandena knapra.
Sedan Minuit påbörjat byggandet av Fort Christina och därmed ordnat utgångsläget för den lilla kolonin, lämnade han området i juni med Kalmar Nyckel mot Sverige för att lämna rapport. Under hemresan omkom Minuit på Saint Christopher i Västindien under en storm men Kalmar Nyckel återvände till Sverige.
Inför Minuits avresa utsågs Kling den 15 juni till ställföreträdande guvernör. Fågel Grip återkom vintern 1638 från S:t Kitts med ytterligare en kolonisatör, den frie angolanske slaven Anthony Swartz, kring april 1639 återvände även Fågel Grip med en last av tobak och pälsverk till Sverige. Kolonins befolkning utgjordes nu av Kling och tjugofyra män som fick vänta på nästa expedition i arton månader. Först i september 1639 avgick nästa expedition från hemlandet.
Den 17 april 1640 anlände Kalmar Nyckel med den nye guvernören Peter Hollander Ridder och fjorton nya kolonisatörer (däribland Per Gunnarsson Rambo, anfader till Rambosläkten och Reorus Torkillus, den första lutherska prästen i Amerika). Ridder genomförde ytterligare markköp på båda sidor om Delawarefloden. År 1642 byggde Torkillus den första kyrkan vid Fort Christina. Kling skickades hem till Sverige för att värva fler kolonisatörer.
Den 24 januari 1640 undertecknades ett fördrag i Stockholm där nederländarna fick rätt till en egen bosättning ("Utrechtkolonin") norr om Fort Christina inom området Nya Sverige, nederländaren Joost van Bogaert (då i svensk tjänst) utsågs till guvernör över detta område. Kring juli 1640 lämnade fartyget Freedenburg Europa och anlände till Nya Sverige den 2 november. Man lämnade förnödenheter till svenskarna och fortsatte sedan uppför floden. I december avseglade fartyget åter mot Europa med en svenskägd last av tobak och pälsverk, lasten såldes vid ankomsten i Amsterdam.
År 1641 övertogs Söderkompaniet helt av svenskarna efter att de nederländska delägarna hoppat av (dessa hade även intressen i det Nederländska Västindiska Kompaniet), och kompaniet erhöll dessutom monopol på den planerade tobakshandeln till Sverige. I juli lämnade Kling med ytterligare utvandrare (däribland Johan Andersson Stålkofta och över femtio övervägande finska blivande kolonisatörer) Göteborg med fartygen Kalmar Nyckel och Charitas. Kolonisatörerna hade delvis värvats av Kling under resor i finnmarkerna i Värmland och Västmanland och delvis blivit beordrade att utvandra. Expeditionen anlände till Nya Sverige den 7 november. De nya emigranterna började uppföra bosättningarna Sveaborg och Nya Stockholm och de finska bosättarna uppförde bosättningarna Finland och Upland lite norr om Fort Christina. Efter denna expedition bodde runt 150 personer i området.
Nya Sverigekompaniet utsåg sedan överstelöjtnanten Johan Björnsson Printz till ny guvernör. Printz hade även tjänstgjort i Finland och var bekant med det finska språket och sederna. Den 16 augusti 1642 avseglade Printz med skeppet Fama från Stockholm till Göteborg och den 1 november avseglade Fama och Charitas mot Nya Sverige dit de anlände den 15 februari 1643. På denna resa medföljde bland andra Sven Skute, Johannes Jone Holmiensis Campanius, kolonins andre präst, och ytterligare cirka sjuttio kolonisatörer och soldater.

### 1643–1652

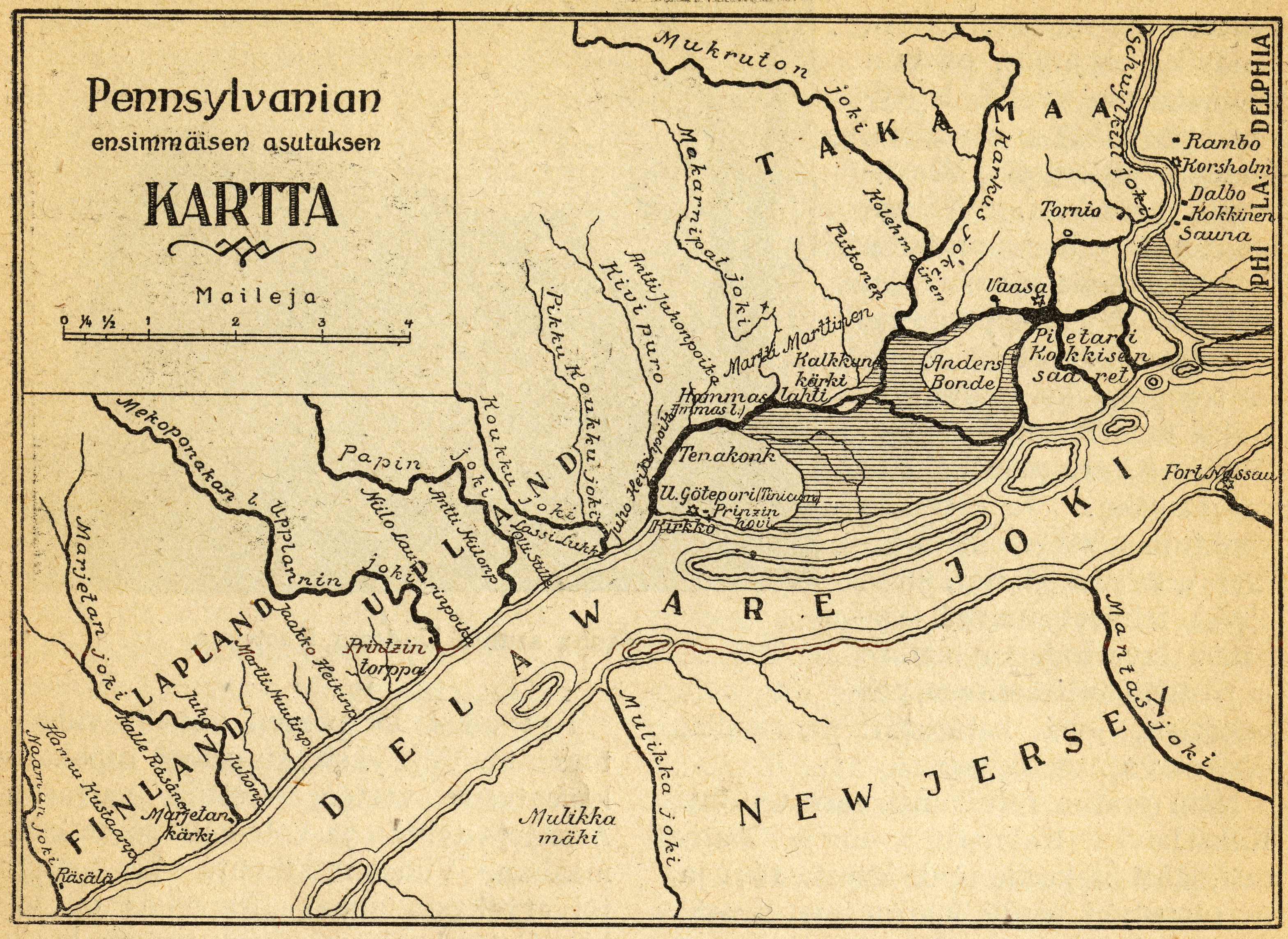
Lägeskarta över Fort Nya Korsholm och Fort Nya Göteborg.

Denna period kännetecknas främst av kolonins utvidgning såväl till ytan som ekonomiskt. Kolonins befolkning växte men så gjorde även inbördes motstridigheter och spänningarna med de europeiska grannarna.
Oxenstiernas anvisningar till Printz gick ut på att undvika sammanstötningar med nederländarna. Fort Nassau hade uppförts före svenskarnas ankomst och de svenska fartygen skulle salutera då de passerade. Printz gjorde nya markköp och anlade därefter Fort Nya Göteborg samt sitt privata residens Printztorp nedströms på Delawareflodens västra strand där nu nederländarna skulle salutera då de passerade och Fort Nya Elfsborg på den östra stranden. Svenskarna anlade därefter även Fort Nya Korsholm som tjänade som knutpunkt för handeln med Minquasfolket kring Schuylkillfloden. Bosättningarna Minquas, Provins, Tequirassy och Tinicum och senare Nya Vaasa, Mölndal och Torne uppfördes under samma period. Omkring år 1643 uppgick den svenska befolkningen i Nya Sverige till runt 200 personer. Man levde på jakt och jordbruk och sände laster med tobak och pälsverk hem till Sverige. Åren 1643–1648 verkade Campanius som garnisonspräst på Fort Nya Göteborg och den 4 september 1646 invigde han den första kyrkan vid fortet.
Förutom sina kyrkliga uppdrag verkade Campanius även som missionär bland lokalbefolkningen och sammanställde en ordbok över deras språk. Han gjorde även de första systematiska väderobservationerna i Nordamerika.
Under denna period anländer även flera svenska expeditioner med nya bosättare till kolonin, däribland Fama den 11 mars 1644 med tolv nya bosättare, Gyllene Hajen den 1 oktober 1646 med fjorton nya bosättare och Svanen i januari 1648 med tolv nya bosättare. Omkring år 1648 uppgick hela befolkningen till runt 250 personer. Den 3 juli 1649 avseglade Kattan från Stockholm, fartyget förliste dock den 28 augusti nära Puerto Rico och ingen av de cirka 70 passagerarna, däribland flera kvinnor och barn, nådde kolonin. Enbart 19 överlevande tog sig hem till Sverige.  
I slutet på 1650 skickades Skute hem till Sverige för att avlägga rapport och påtala behovet av fler kolonisatörer. Först 1653 gav drottning Kristina honom dock uppdraget att rekrytera 250 nya utvandrare.
År 1647 utnämndes Peter Stuyvesant till ny nederländsk guvernör och spänningarna mellan nationerna ökade. Under 1651 uppförde nederländarna Fort Casimir strax söder om Fort Christina samtidigt som de övergav Fort Nassau och Fort Beversreede. Under samma period övergav svenskarna Fort Nya Elfsborg och Fort Nya Korsholm för att samla befolkningen kring Fort Christina och Fort Nya Göteborg. Printz förvaltade kolonin med hårt styre och beslagtog 1652 Lars Svenssons gård, flera svenskar lämnade då kolonin och bosatte sig hos nederländarna.

### 1653–1655

Nya Nederländerna i relation till Nya Sverige.

Denna period kännetecknas av inbördes konflikter i kolonin och ökade spänningar med nederländarna, som 1655 erövrade den svenska kolonin.
Redan 1653 skakades kolonin igen av missnöje mot Printzs hårda styre och 23 kolonisatörer (däribland Måns Andersson) skrev en inlaga för dennes avgång. Printz kallade männen för myterister och lät avrätta en nybyggare. Under våren hade den svenska befolkningen dessutom till följd av farsoter minskat till runt 70 personer och man diskuterade ett samgående med nederländarna. Efter oroligheterna lämnade Printz i slutet av oktober 1653 kolonin för att resa till Sverige och Johan Papegoja utsågs till ställföreträdande guvernör. Ytterligare femton kolonisatörer flydde sedan kolonin för att söka skydd hos nederländarna varpå Papegoja då lejde indianer för att återföra männen döda eller levande. Under tiden ökade även spänningarna med nederländarna i området.
Innan Printz anlände till Göteborg hade Sverige redan skickat nya expeditioner med Örnen den 2 februari och med Gyllene Hajen den 15 april. Örnen hade runt 350 nya kolonisatörer ombord och var den enskilt största expeditionen. Under resan utbröt dock en dysenteriepidemi ombord som skördade ett hundratal liv. Gyllene Hajen navigerade fel och hamnade på Hudsonfloden där nederländarna beslagtog fartyget. Den 22 maj 1654 anlände Johan Classon Risingh och Skute med fartyget Örnen och ytterligare runt 250 kolonisatörer. Expeditionen ankrade den 20 maj först vid Fort Nya Elfsborg men fann det övergivet och fortsatte uppför floden till nederländska Fort Casimir. Fortet övertogs den 21 maj utan strid och döptes därefter om till Fort Trefaldighet. Den 21 juni höll Risingh också ett möte med de lokala indianfolken då man åter slöt vänskapsavtal. Nya bosättningar grundades vid Ammansland, Sidoland, Strandviken, Timber Island och Översidolandet. Den 15 juli sände Risingh Örnen hem till Sverige med positiva rapporter om läget och den förväntade utvecklingen, Papegoja medföljde med uppdrag att värva nya kolonisatörer. Fartyget anlände till Sverige i september 1654.
Nederländarna, under ledning av guvernören Peter Stuyvesant, hade länge följt den svenska kolonins utveckling och beslutade nu att sätta stopp för denna. Nederländerna stöttade sina koloniala områden medan Sverige var i begrepp att ingå ett nytt krig med Polen och därför ej kunde skicka nya expeditioner. Kolonin plågades av brist på matvaror och ytterligare bosättare lämnade området.
Nederländarna hade samlat en styrka bestående av sju krigsfartyg och 300 soldater och planerade att invadera hela Nya Sverige. Den 30 augusti seglade den nederländska styrkan in i Delawareviken och nådde Fort Trefaldighet den 31 augusti, belägringen av fortet under befäl av Skute inleddes den 1 september. Skute förfogade över runt trettio stridsdugliga män och tio kanoner, Stuyvesants flaggskepp hade enbart det 36 kanoner och efter förhandlingar gav Skute upp och fortet överlämnades den 11 september (1 sep enl Julianska kalendern). Därefter inleddes belägringen av Fort Christina under befäl av Risingh. Även här fanns det endast trettio soldater och Risingh och Nya Sverige kapitulerade den 14 september och överlämnar fortet dagen efter (25 sep). Överlämnandet följde denna tids vederbörliga ceremonier, svenskarna halade sin flagga och avfyrade kanonerna i nederländsk salut. Saluten besvarades av nederländarna, och därefter lämnade den svenska besättningen med trumslagare, trumpetare och fanbärare i spetsen fortet. Sedan marscherade den nya nederländska besättningen in och hissade sin flagga.
Lenapefolket och Minquasfolket bistod svenskarna under den nederländska belägringen, bland annat genom att dels anfalla Fort Nya Amsterdam och dels samla en styrka kring Nya Sverige; detta påverkade dock inte förloppet i nämnvärd utsträckning. Efter uppgivandet stannade de flesta svenskarna dock kvar i området och svor nederländarna trohetsed, endast Risingh och ett fåtal svenskar valde att återvända till Sverige. Den 11 oktober avseglade Risingh och övriga hemvändarna till Sverige. Vid nederländarnas övertagande bestod Nya Sveriges befolkning av runt 400 personer.

## Mission och relationer med indianerna

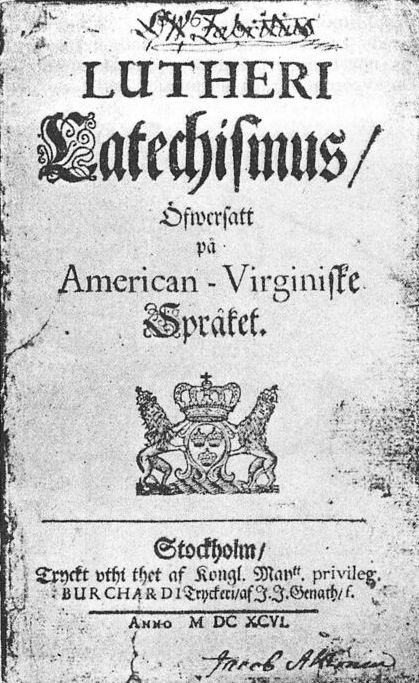
Titelbladet till Johannes Campanius översättning av Martin Luthers lilla katekes till indianspråk (1696).

Nya Sveriges första präster gladde sig åt att se hur gärna indianerna kom till de svenska gudstjänsterna. Genom spanjorer, fransmän och engelsmän tycks indianerna redan tidigare ha fått en viss, om än förvirrad uppfattning om Kristus. Fortifikationsingenjören Pedher Lindheström berättar i sin reseskildring att indianerna trodde att en av deras "vildinnor" en gång "födde en son, som blev en artig och klok pojke – hans make kommer här aldrig mer. Han hade så mycket att säga, att det var stor under åt, och gjorde många mirakel och underverk. När han blev stor, så drog han ifrån oss och for i vädret upp i himmelen. Han lovade komma igen till oss, men han kom aldrig mer."
En av de första prästerna i den svenska kolonin, den tidigare nämnde Campanius, arbetade på indianernas omvändelse till kristendomen och var den förste som översatte Luthers katekes till deras språk, som han tyckte sig finna var besläktat med hebreiskan – "världens urspråk".
Indianernas grymhet mot besegrade fiender var å andra sidan ett drag som de svenska reseskildrarna beskrev. De berättar om hur indianerna band sina fångar vid pålar, skalperade och stekte dem vid sakta eld och stympade dem.
Det var svårt för de svenska prästerna att få krafterna att räcka till både för att missionera bland de nomadiserande indianerna och att organisera och hålla samman svenskarna, som var kringspridda på ett vidsträckt område och omgivna av allehanda främmande trosbekännare. Efter tre års arbete var till exempel prästen Andreas Rudman lungsiktig och alldeles förbi – "dels av det främmande klimatet, dels av övermåttan drygt arbete och oändeligit ridande sent och bittida".
Även om försöken att kristna indianerna inte blev särskilt lyckat finns det flera bevis på indianerna kom bra överens med svenskarna. Ett påtagligt sådant exempel är den hjälp de gav svenskarna i samband med den svenska kolonins undergång år 1655, då de anföll Nya Amsterdam, brände, plundrade och slog ihjäl ett hundratal personer. Den nederländska guvernören erbjöd då sin svenske kollega att återfå Fort Christina och dela landet med holländarna på villkor av ett man skulle sluta ett förbund mot indianerna. Svenskarna avslog dock "det nesliga anbudet" med hänvisning till att de inte ville "inveckla sig uti hat och örlig med de vilde".

## Eftermäle

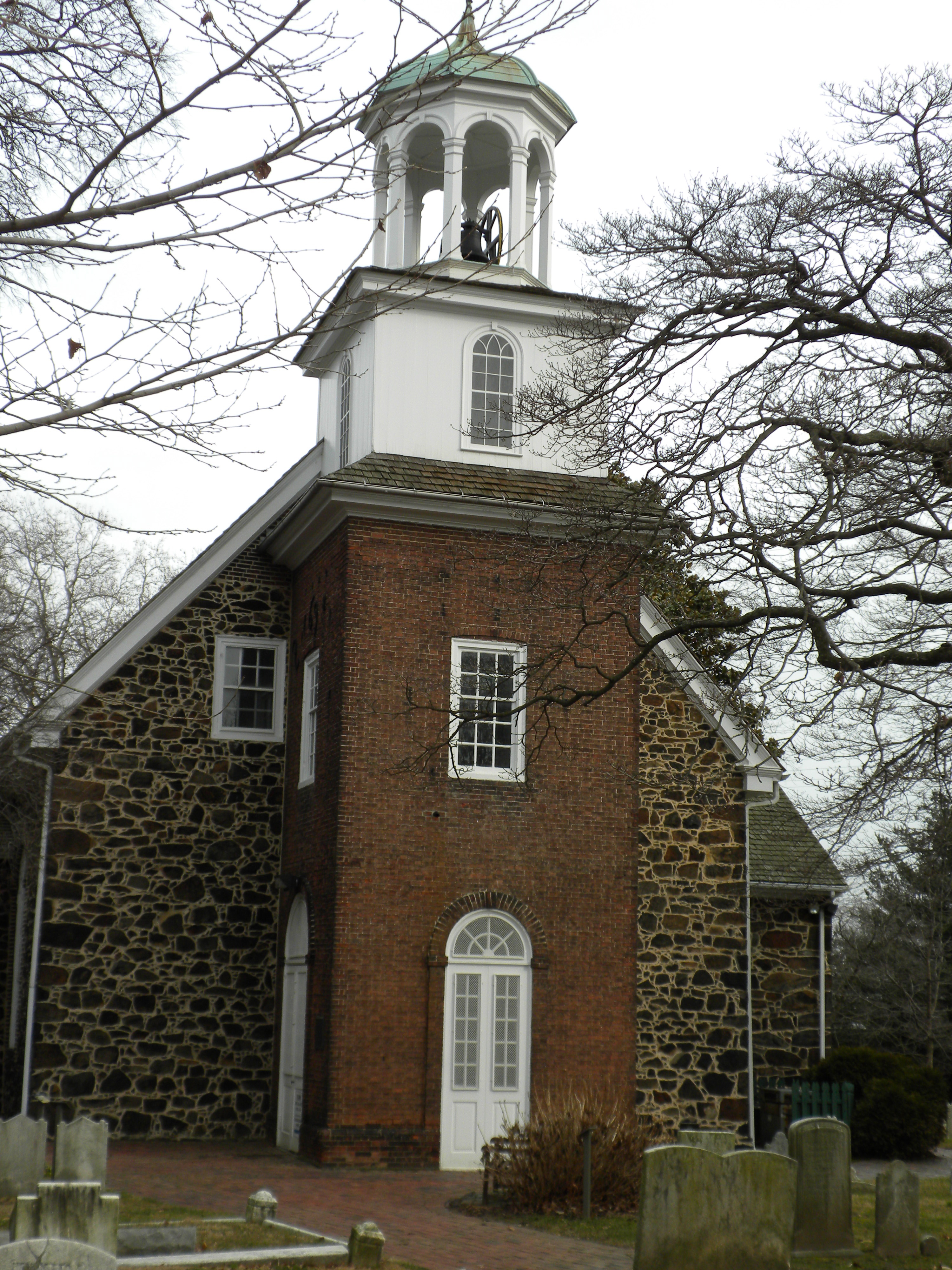
Trefaldighetskyrkan (Holy Trinity).

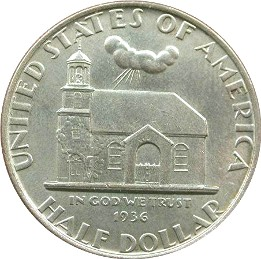
Amerikanska minnesmyntet 1936.

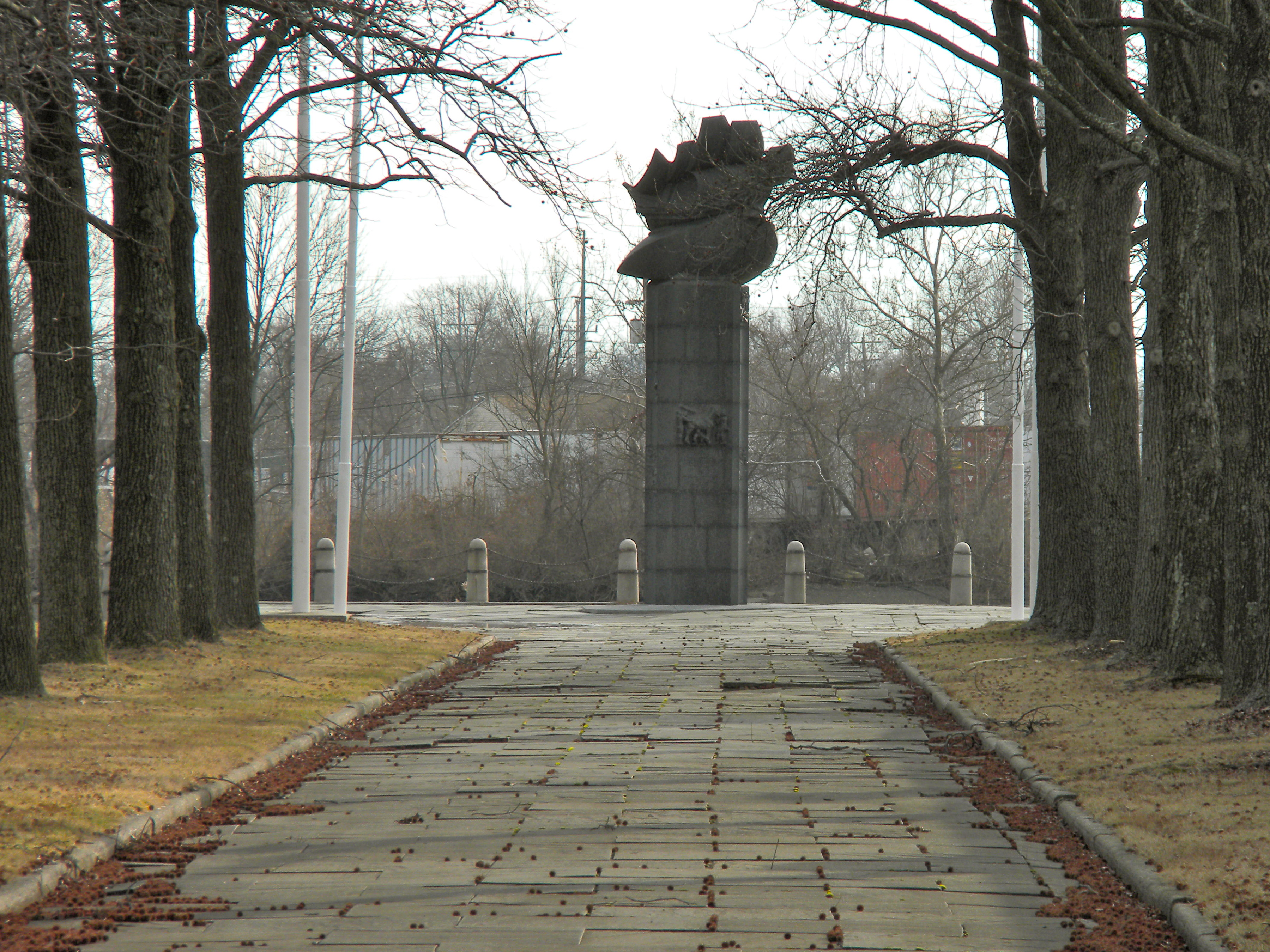
Fort Christinaparken med Delawaremonumentet.

Den 25 november 1655 lämnade fartyget Mercurius med Papegoja och runt 110 nya kolonisatörer Göteborg ovetandes om kolonins fall. Även här medföljde ett stort antal finska utvandrare. Den 14 mars 1656 anlände expeditionen till området men holländarna vägrade svenskarnas landstigning och först efter långa förhandlingar kunde expeditionen gå iland.
Efter kolonins fall inlemmades området i Nya Nederländerna och de flesta svenska nybyggarna valde att stanna kvar i området under det nederländska styret. Stuyvesant gick senare med på ett lokalt självstyre för svenskarna med egen kyrka, domstol, förvaltning och ett styrande råd. Ledare för det självstyrande området blev Sven Skute (i egenskap av den högsta formella befattningen), Anders Dalbo och Jakob Svensson, det styrande rådet bestod av Mats Hansson, Peter Kock, Peter Rambo och Olov Stille. Så sent som år 1664 anlände ett fartyg med finska familjer från Medelpad till kolonin. I oktober 1664 övertogs området sedan av engelsmännen, men det svenska självstyret tilläts fortsätta till 1682 då kung Karl II av England den 14 mars förlänade området till William Penn.
Svenskarna och finnarna införlivades men svenska talades ännu i slutet på 1700-talet och vid sekelskiftet 1700 beräknades den svensk-finska befolkningen till över 1 200 personer. Kulturarvet hölls vid liv och Sverige skickade svenska präster och biblar ända fram till 1783.
När Delaware som del i De tretton kolonierna slutligen förklarade sig självständigt från Storbritannien beräknades ättlingarna till de ursprungliga invandrarna från Sverige i området uppgå till ungefär 2 000 personer. Den stora svenska utvandringen till Nordamerika under 1800- och tidiga 1900-talet gick dock främst till USA:s Mellanvästern.
Minnet av den svenska tiden lever kvar än idag, främst kring Wilmington. Svenskarna grundade de första lutherska församlingarna i Nordamerika, den svenska kyrkan Trefaldighetskyrkan (Holy Trinity) är den äldsta ännu aktiva stenkyrkan i Nordamerika, Gloria Deikyrkan är den äldsta i dagens Philadelphia och Trinitykyrkan den äldsta i västra New Jersey. Flera platser från den gamla kolonin är upptagna i National Register of Historic Places som en amerikansk "Nationellt historisk plats" (National Historic Site) och vissa utgör idag dessutom "Nationellt historiska landmärken" (National Historic Landmark).
År 1909 grundades Swedish Colonial Society av Amandus Johnson i syfte att bevara det svenska minnet i Amerika.

### 1937
Under november 1937, för att fira 300-årminnet av avfärden för Calmare Nyckel och Fågel Grip för att grunda kolonien Nya Sverige, invigdes under november Pennsylvaniamonumentet i Gamla Varvsparken i Göteborg av Pennsylvanias guvernör George Howard Earle.

### 1938
Under juni firades 300-årsminnet av Nya Sveriges grundande bland annat med avtäckningen av Carl Milles staty Delawaremonumentet den 27 juni i Wilmington och den formella invigningen av American Swedish Historical Museum i Philadelphia den 28 juni. Under dessa ceremonier närvarade kronprinsessan Louise och prins Bertil samt USA:s president Franklin D. Roosevelt.
Minnesmynt utgavs av det amerikanska myntverket (United States Mint) med myntet ”Delaware Tercentenary” (valör Half dollar) och av Sveriges riksbank med ”Novae Suecia – Suecia Memor” (valör Tvåkrona). Minnesfrimärken utgavs av amerikanska postverket med ”Landing of the Swedes and Finns” (valör 3 cents), Posten Finland med ”Delawaren asutuksen 300 vuotisjuhla” (valör 3,5 markka) och Svenska Postverket gav den 8 april ut serien ”Nya Sverige-minnet, Delaware” om fem minnesfrimärken med valörerna 5, 15, 20, 30 och 60 öre.

### 1988
Under april högtidlighölls även 350-årsminnet av kolonins grundande i Wilmington i Delaware. Under dessa ceremonier närvarade Drottning Silvia och Kung Carl XVI Gustaf.
Riksbanken gav under våren ut två minnesmynt ”Nya Sverige Delaware 1638–1988”, en i guld med valören 1000 kronor och en i silver med valören 100 kronor. Den 29 mars utgavs ett minnesfrimärke i en samutgåva av USA (valör 44 cents), Finland (valör 3 markka) och Sverige (valör 3,60). Postverket gav sammanlagt ut sex olika märken.